# Baix Llenguadoc
El Baix Llenguadoc (en occità Lengadòc Bas) és correspon a la part voltada a la façana mediterrània del Llenguadoc, regió històrica d'Occitània (i de França). La seva vila principal és Montpeller.
Segons la proposta de divisió territorial d'Occitània del diari Jornalet, basada en l'obra de Frederic Zégierman Le Guide des pays de France, el Baix Llenguadoc seria una sub-regió ubicada dins la regió del Llenguadoc, que contindria 15 parçans (comarques occitanes):
- Besierès - Besierés
- Cabardès - Cabardés
- Carcassonès - Carcassés
- Cevena Llenguadociana - Cevena Llenuadociana
- Corberes - Corbièras

- Costa de Nimes - Costiera de Nimes
- Garrigues - Garrigas
- Espinosa - Espinosa
- Fenolleda - Fenolledés
- Lodevès - Lodevés

- Menerbès - Menerbés
- Montpellerenc - Montpelhierenc
- Narbonès - Narbonés
- País de Saut - País de Saut
- Rasès - Rasés

La seva extensió es correspon als departaments francesos de l'Erau, el Gard, bona part de l'Aude més la comarca de la Fenolleda, als Pirineus Orientals.